# Jürgen Franke (Mathematiker)
Jürgen Franke bzw. Jürgen E. Franke (* 1952) ist ein deutscher Mathematiker, Professor für Angewandte Mathematische Statistik an der Technischen Universität Kaiserslautern und wissenschaftlicher Berater des Fraunhofer-Instituts für Techno- und Wirtschaftsmathematik in Kaiserslautern. Neben seiner wissenschaftlichen Karriere ist Franke als Spieleautor tätig. Unter dem Namen Jürgen E. Franke veröffentlicht er seit 1981 Regelwerke und Abenteuer des Rollenspiels Midgard. Er lebt in Stelzenberg in der Nähe von Kaiserslautern.

## Leben
Franke studierte von 1969 bis 1974 an der Johann Wolfgang Goethe-Universität in Frankfurt am Main Mathematik, an der er am 22. Februar 1980 zum Dr. phil. nat. promoviert wurde. Der Titel seiner Dissertation, die von Hermann Dinges betreut wurde, lautet „Ein Optimierungsproblem aus der stochastischen Navigation mit Phasenbedingungen“. Nach seiner Promotion war Franke noch bis 1981 in Frankfurt als wissenschaftlicher Mitarbeiter beschäftigt.
Nach einer Tätigkeit in den Jahren 1981 und 1982 im Sonderforschungsbereich 123 Stochastische Mathematische Modelle an der Ruprecht-Karls-Universität in Heidelberg war Franke von 1982 bis 1987 Hochschulassistent an der Johann Wolfgang Goethe-Universität. Am 14. Januar 1985 habilitierte er im Fach Mathematik.
Von 1987 bis 1988 war er Professor für Stochastik am Fachbereich Mathematik der Technischen Universität Berlin. Schließlich folgte er einem Ruf an die Technische Universität Kaiserslautern, an der er seit dem 1. August 1988 den Lehrstuhl für Angewandte Mathematische Statistik innehat.
Während seiner beruflichen Tätigkeit war er 1985 Visiting Fellow am Department of Statistics, Institute for Advanced Studies, der Australian National University, Canberra, Australien, 1997 als Gast am Sonderforschungsbereich 373 Quantifikation und Simulation ökonomischer Prozesse der Humboldt-Universität in Berlin und im Jahr 2000 am Institute de Statistique der Université Catholique de Louvain in Louvain-la-Neuve, Belgien.
Frankes Forschungsaktivitäten drehen sich um die Entwicklung von Modellen und statistischen Schätz- und Testverfahren für nichtlineare Zeitreihen und räumliche stochastische Prozesse, wobei ein schwerpunktmäßiges Anwendungsgebiet Finanzzeitreihen und Risikoanalyse sind.

## Werke

### Wissenschaftliche Werke
- J. Franke, W. Härdle, C. M. Hafner: Solutions for Statistics of Financial Markets. Springer, Berlin 2010, ISBN 978-3-642-11133-4.
- J. Franke, J.-P. Kreiß, E. Mammen: Nonparametric Modelling in Financial Time Series. In: T. G. Andersen, R. A. Davis, J.-P. Kreiß, T. Mikosch: Handbook of Financial Time Series. Springer, Berlin 2009, ISBN 978-3-540-71296-1.
- J. Franke, W. Härdle, C. M. Hafner: Statistics of Financial Markets: An Introduction. 2. Auflage. Springer, Berlin / Heidelberg / New York 2008, ISBN 978-3-540-76269-0.
- J. Franke, C. M. Hafner, W. Härdle: Einführung in die Statistik der Finanzmärkte. 2. Auflage. Springer, Berlin / Heidelberg / New York 2004, ISBN 3-540-40558-5.
- J. Franke: Time Series Analysis. In: J. Teugels, B. Sundt: Encyclopaedia of Actuarial Science. Wiley, New York 2004, ISBN 0-470-84676-3.
- J. Franke, W. Härdle, G. Stahl (Hrsg.): Measuring risk in complex stochastic systems. Springer, Berlin / Heidelberg / New York 2000, ISBN 0-387-98996-X.
- J. Franke, W. Härdle, D. Martin (Hrsg.): Robust and Nonlinear Time Series Analysis. Springer, Berlin / Heidelberg / New York 1985, ISBN 3-540-96102-X.

### Werke als Spieleautor „Jürgen E. Franke“
- Midgard – Der Kodex. Midgard Press, ISBN 978-3-924714-95-6.
- Midgard – Das Arkanum. Midgard Press, ISBN 978-3-924714-96-3.
- J. E. Franke, F. Wagner: Geister der Vergangenheit: Abenteuerband. Verlag für F&SF-Spiele, Stelzenberg 2008, ISBN 978-3-924714-87-1.